# Gilles e Jeanne
Gilles e Jeanne (Gilles et Jeanne) è il sesto romanzo dello scrittore francese Michel Tournier che narra la vicenda di Gilles de Rais, compagno d'armi di Giovanna d'Arco.

## Trama
Il romanzo inizia nel 1429 quando Giovanna d'Arco si presenta al castello di Chinon dove si è rifugiata la corte di re Carlo VII nella Francia invasa dagli anglo-borgognoni.
Gilles de Rais viene nominato dal sovrano compagno d'armi della Pulzella: tra i due c'è una grande intesa, tanto che molti studiosi hanno stabilito una sorta di legame mistico tra i due.
Dopo che Giovanna d'Arco muore sul rogo, Gilles de Rais si ritira nel suo castello di Tiffauges dove inizia il suo viaggio verso il male.
Il malvagio alchimista Francesco Prelati lo convince a vendere la sua anima al diavolo per poter generare oro e ricchezze, il che si traduce in infanticidi.
Quando nel villaggio circostante iniziano a sparire dei bambini, Gilles de Rais viene arrestato e nel 1440 muore sul rogo.